# Mezitli
Mezitli – miasto w południowej Turcji, w prowincji Mersin, nad Morzem Śródziemnym. Miasto w 2012 roku liczyło 151 394 mieszkańców. Mezitli leży w odległości 380 km od stolicy Turcji Ankary.